# Elezioni parlamentari in Turchia del 1995
Le elezioni parlamentari in Turchia del 1995 si tennero il 24 dicembre per il rinnovo della Grande Assemblea Nazionale Turca.

## Risultati
| Liste                                    | Voti       | %     | Seggi |
| ---------------------------------------- | ---------- | ----- | ----- |
| Partito del Benessere (RP)               | 6 012 450  | 21,38 | 158   |
| Partito della Madrepatria (ANAP)         | 5 527 288  | 19,65 | 132   |
| Partito della Retta Via (DYP)            | 5 396 009  | 19,18 | 135   |
| Partito della Sinistra Democratica (DSP) | 4 118 025  | 14,64 | 76    |
| Partito Popolare Repubblicano (CHP)      | 3 011 076  | 10,71 | 49    |
| Partito del Movimento Nazionalista (MHP) | 2 301 343  | 8,18  | –     |
| Partito Popolare Democratico (HADEP)     | 1 171 623  | 4,17  | –     |
| Altri                                    | 588 186    | 2,09  | –     |
| Totale                                   | 28 126 993 | 100   | 550   |